# Ermita de San Joaquín (Ademuz)

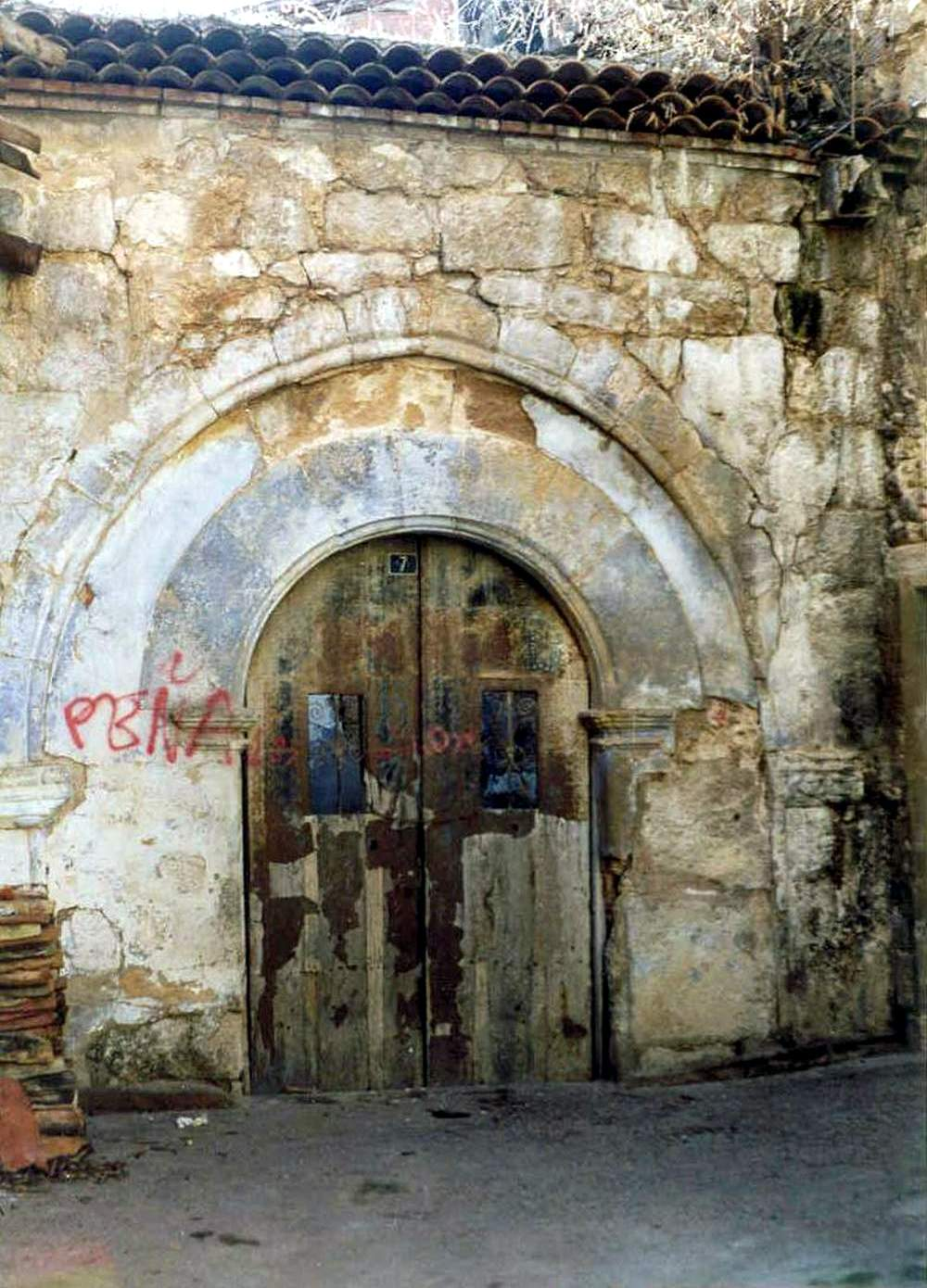
Vista frontal de la ermita de san Joaquín en Ademuz (Valencia), antigua capilla del «hospital de pobres», antes de su restauración (2007)..

La ermita de San Joaquín se halla en la villa de Ademuz, comarca del Rincón de Ademuz, provincia de Valencia, (Comunidad Valenciana, España).

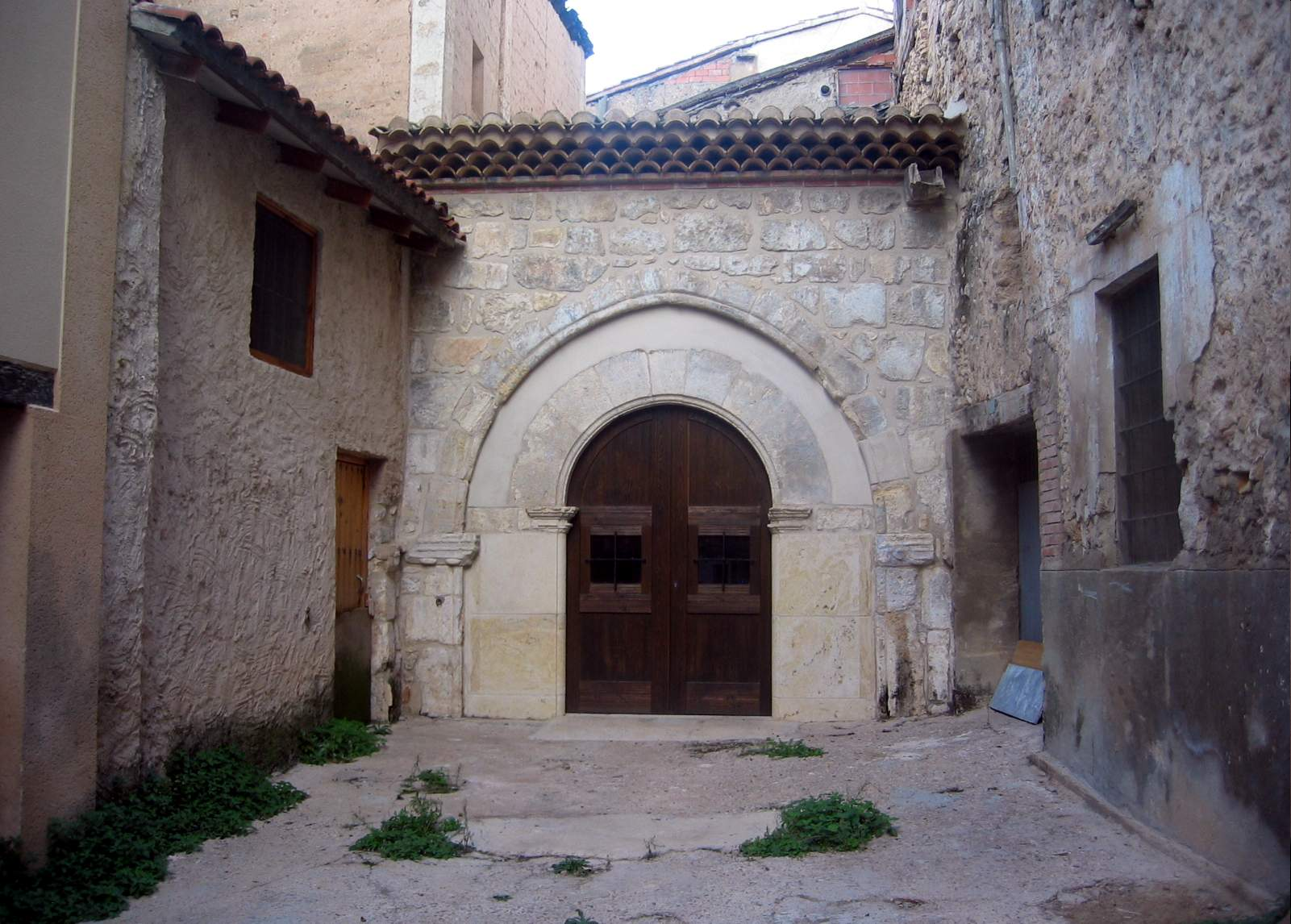
Vista frontal de la ermita de san Joaquín en Ademuz (Valencia), antigua capilla del «hospital de pobres», tras su restauración (2014)..

Se ubica al final de un callejón, entre dos casas de la empinada calle de san Joaquín, en la villa vieja.
Es Bien de Relevancia Local con identificador número 46.09.001-003.

## Historia
Esta ermita gótica formó parte del antiguo Hospital de Pobres de Santa Ana de Ademuz, constituyendo su capilla u oratorio. 
Su fundación data del 1 de junio de 1446, fecha en que Juan de Navarra, hermano del rey Alfonso V de Aragón, dio licencia al Justicia y Jurados de la villa para la erección de un hospital en la población «que acoja a los pobres de Christo»:

«Nos el rey Juan, teniendo que construir por humana caridad un hospital que acoja a los pobres de Christo [...], consciente y expresamente damos permiso y plenas facultades de las cuales os valgais y podais en la mencionada villa, en el lugar que creais conveniente, construir y edificar un hsopital, asi como poder dotarlo del derecho de realengo. [...] Mandamos a todos y cada uno de los oficiales reales, presentes y futuros que la presente licencia real tengan y observen, y hagan observar inviolablemente por todos, y sin contravenirles ni permitiendo ninguna cuestión en contra».
Historia verdadera de la Cruz que chilla y fundación del Hospital de San Joaquín, Samuel Rubio Herrero

Su capilla, como la institución, estuvo originalmente bajo la advocación de santa Ana. Contaba con veinte camas y estaba atendido por varias hermanas de la Caridad, encargadas de prodigar consuelo espiritual y físico a los pobres, enfermos y desvalidos de la villa.
Los Hospitales de Pobres tenían una dependencia eclesiástica, al menos eran visitados por los obispos de Segorbe, según consta en sus «Relaciones» ad limina: en el siglo XVII muchos de ellos se encontraban en estado mísero, «Hospitalem satis depauperatum unum» -dice el obispo Gavaldá respecto del de Castielfabib en su visita de 1656.

## Descripción
La primera descripción conocida del ermitorio procede de mediados del siglo XX (1957), de la pluma del periodista valenciano Lluch Garín, quién dice de su ubicación «encajada entre dos casas», con un tejado que «vierte sus aguas sobre el empedrado por el canal de una gárgola de piedra»:

«Su puerta románica de sillares tiene dos ventanitas con reja de hierro. su interior es de planta cuadrada y está más bajo que el nivel de la calle. Su techo es de vigas con tabicas ennegrecidas de vieja madera. Tiene un poyo corrido,... El piso es de ladrillos rojos; las paredes con de sillares y en el presbiterio la mesa del altar descansa sobre piedras rústicamente talladas».
Ermitas y paisajes de Valencia, Luis B Lluch Garín

Propiamente, se trata de un pequeño edificio de planta cuadrada, que presenta arcos góticos casi idénticos en su portada, en el altar mayor y en el muro de levante. El interior conserva su altar fijo de piedra tallada. Originalmente el edificio tuvo una cubierta de madera de tradición mudéjar a cuatro aguas, desaparecida recientemente, como también desapareció la antigua gárgola de su portada. Esta última consta de un arco de medio punto de amplio dovelaje enmarcado por otro gótico moldurado, de manera bastante heterogénea. El resto de las dependencias hospitalarias, junto a su cementerio, el antiguo Fossar de Santa Ana, hoy aparecen embebidas por las casas que circundan el pequeño oratorio.
La ermita de san Joaquín es de gran valor en el ámbito comarcal pues constituye el único resto de los cuatro hospitales que se erigieron antaño en la comarca del Rincón de Ademuz. Estas instituciones benéficas se encargaban de recoger y dar cobijo a pobres, desheredados, transeúntes, peregrinos y otros elementos marginados de la sociedad. Los hospitales más antiguos de la comarca del Rincón de Ademuz fueron los de las villas históricas, Ademuz y Castielfabib, fundados ambos en el siglo XV. Los de Vallanca y Puebla de San Miguel se erigieron ya en el siglo XVII, completando el mapa hospitalario de la comarca. En la actualidad no hay culto y está en proceso de restauración.
Durante la guerra civil española (1936-1939), la ermita sufrió los efecto de la revolución, pues el retablo que poseía fue «destruido e incendiado», sufriendo también «desperfectos» en su fábrica.

## Culto
El antiguo oratorio o capilla del hospital de pobres de la villa carece de culto. Hasta hace unos años se hallaba en franco estado de abandono, hasta el punto que el cronista de la Mancomunidad del Rincón de Ademuz hizo una llamada de atención, a propósito del estado de abandono en que se hallaba (2007):

«El interior, paradigma de la desolación, muestra su planta rectangular, cuyo pavimento se halla por debajo del nivel de la calle. Al fondo se halla el altar de piedra tallada, adosado al presbiterio, elevado por dos escalones de guijarro, cuya parte superior muestra una amplia hornacina encarcada por una archivolta levemente apuntada, también el piedra trabajada. A ambos lados del atar aparecen dispuestas las tejas de la cobertura, y un poyo corrido circunda parte del zócalo. En la pared de la izquierda quedan los restos de un antigo capitel y el comienzo de lo que pudo ser un arco elevado. Todo está cubierto de polvo, con los portones por el suelo y los rincones llenos de escombros, aljezones y basura...».
Del paisaje, alma del Rincón de Ademuz, Alfredo Sánchez Garzón

Tiempo después, el recinto y su fachada fueron cuidadosamente restaurados.

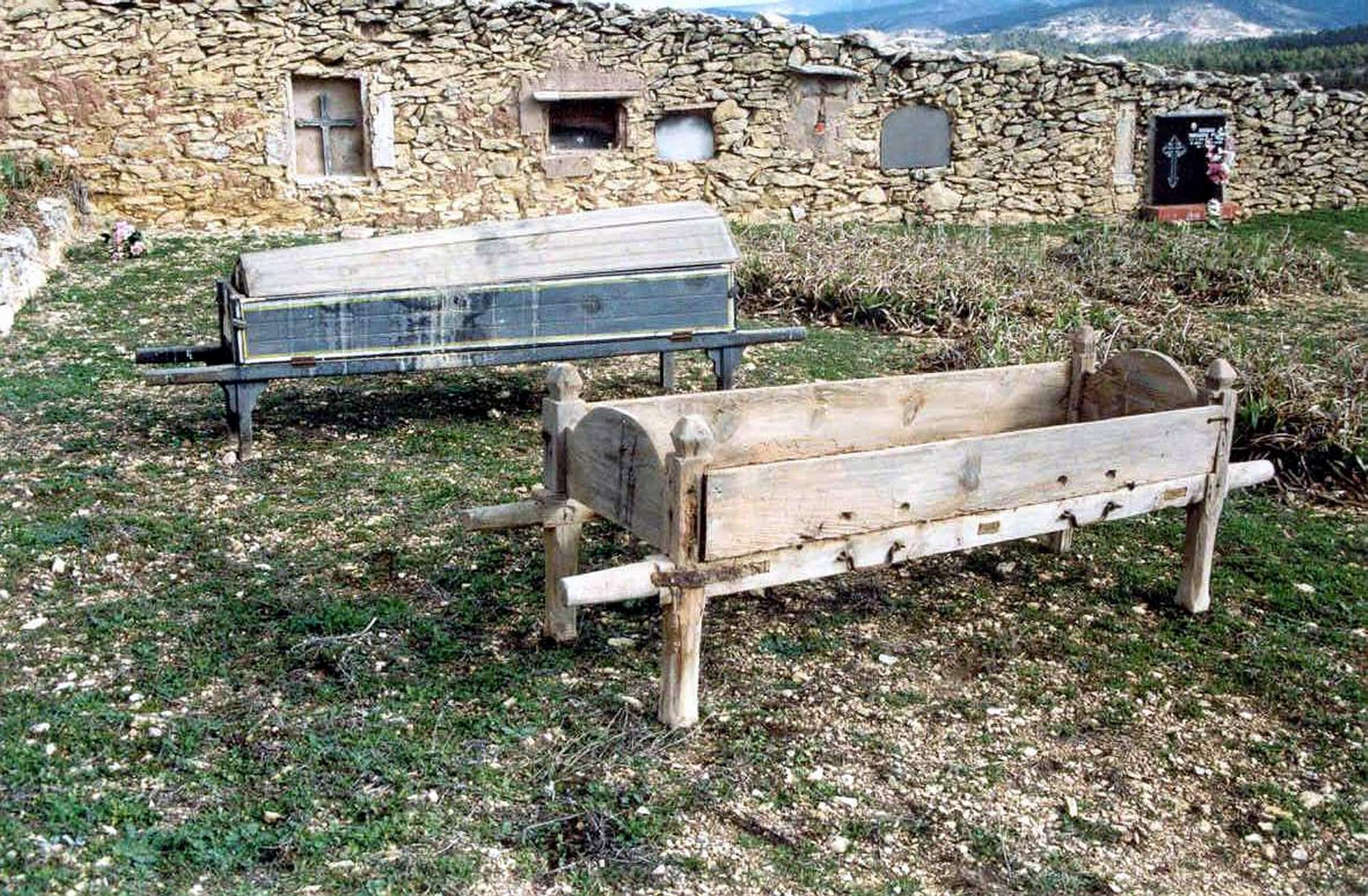
Detalle de antiguos «cajones de muertos» en el cementerio parroquial de Sesga, Ademuz (Valencia), similares a los que pudieron ser utilizados en el Hospital de Pobres de San Joaquín.

## Galería

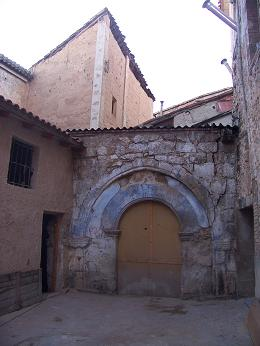
Portada de la Ermita de San Joaquín, capilla del antiguo Hospital de Pobres de Santa Ana de Ademuz. Siglo XV.
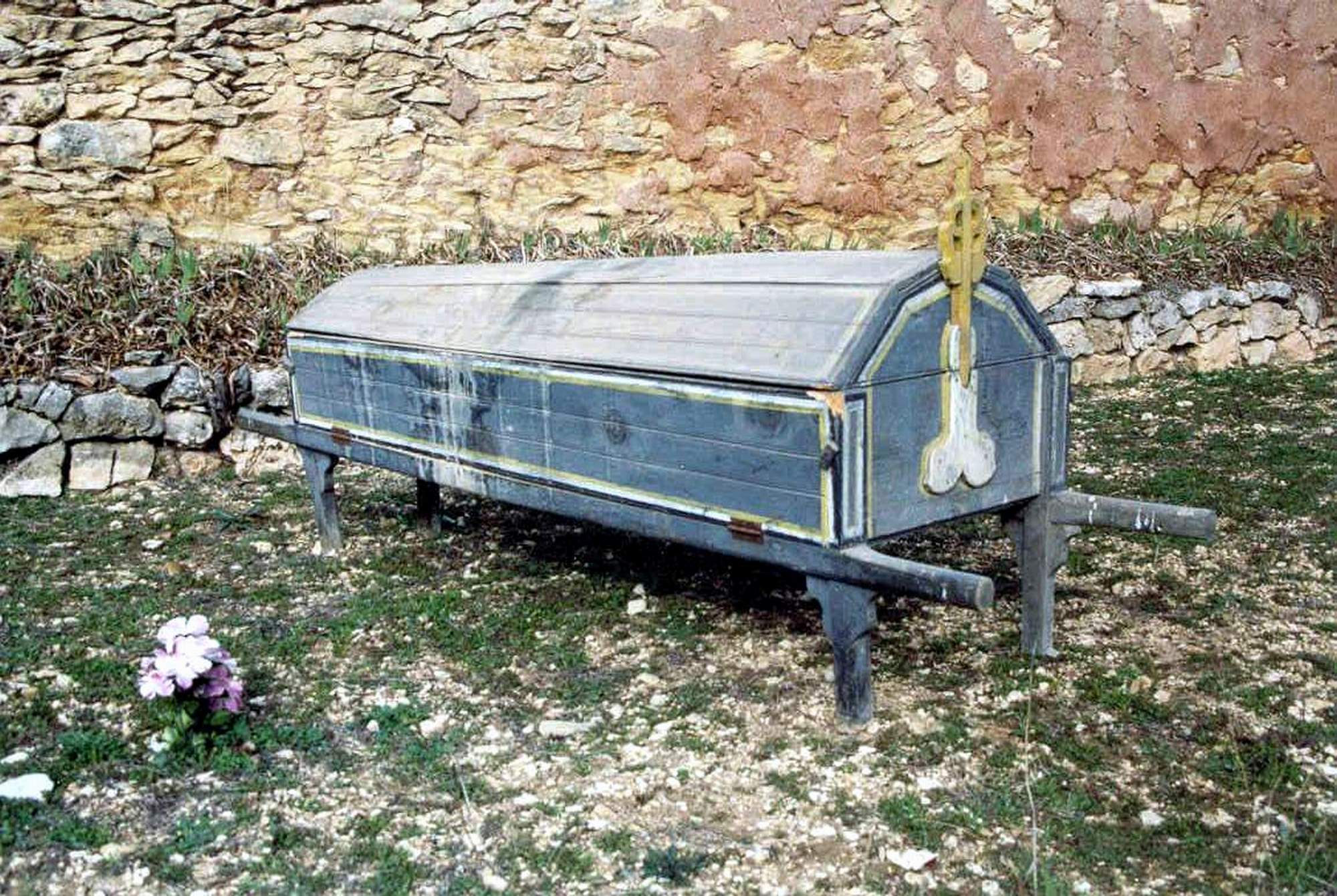
Detalle de antiguo «cajón de muertos» en el cementerio parroquial de Sesga, Ademuz (Valencia).